# Lễ cúng lúa (người M'Nông)
Lễ cúng lúa là một nghi lễ truyên thống, thiêng liêng của người đồng bào dân tộc M'Nông, Tây Nguyên. Được xem là không thể thiếu trong đời sống tinh thần của người M’Nông. Lễ cúng lúa được tổ chức ba lần trong một năm, xuất phát từ tín ngưỡng thờ thần mẹ lúa. Phản ánh ước mơ về một cuộc sống đủ ăn, đủ mặc, xua đi cái nghèo cái đói.
Theo truyền thuyết xưa, đây là vị thần bảo vệ mùa màng được bà con M’Nông đặc biệt tôn sùng, thành kính. Khởi đầu là lễ xuống lúa (BưBraBa lần 1) hay còn gọi là lễ khai mùa. Chuẩn bị cho ngày gieo tỉa, từ đầu tháng ba đến hết tháng tư, bà con trong buôn làng đều chuẩn bị lễ cúng:
- 1 ché rượu cần
- 1 cặp gà trống

Người chủ gia đình thành tâm khẩn cầu Giàng (thần) cho cây cối xanh tươi nảy nở, mưa thuận gió hòa. Sang đến tháng năm, tháng sáu bà con lại tổ chức lễ mừng cây lúa sắp trổ bông. Giữa tháng 12 là lúc thu hoạch, buôn làng lại tổ chức lễ đón mừng hạt lúa trên rẫy sắp về nhà. Nhà nào cũng chuẩn bị hai, ba ché rượu cần, nấu xôi nếp, thổi cơm mới, rồi cùng nhau quây quần bên đống lửa, uống rượu cần, nghe già làng kể chuyện.